# Agorà della Scherma
L'Agorà della Scherma (Centro nazionale di Arte, Scienza, Storia e Cultura della scherma) è un museo interamente dedicato alla scherma ubicato a Busto Arsizio, presso l'ex Cotonificio Bustese.
Fu fondato nel 2012 per volere di Cesare Vago, presidente della Pro Patria Scherma, società sportiva ultracentenaria che ha sede negli ambienti adiacenti al museo, con il sostegno dell'amministrazione comunale di Busto Arsizio e della Federazione Italiana Scherma.
Il nucleo principale del museo è costituito dalla collezione Longhi, donata dallo psichiatra fiorentino Silvio Longhi, consistente in centinaia di oggetti, tra cui fioretti, sciabole e spade sportive, da duello e di uso militare, baionette, equipaggiamenti per l'allenamento degli schermidori, maschere, guanti e piastroni. All'interno del museo sono inoltre presenti pezzi provenienti dalla collezione personale di Nedo Nadi acquistati dal maestro Giancarlo Toràn, curatore del museo.
Oltre ai numerosi oggetti, il museo conta la presenza di diversi documenti, trattati, libri e testi di giurisprudenza sul duello, in particolare incentrati sulla storia della scherma sportiva dalla seconda metà del XIX secolo. Completano la collezione del museo numerose fotografie e filmati di varie epoche.